# Faunis barrauti
Faunis barrauti är en fjärilsart som beskrevs av Dudley Moulton 1915. Faunis barrauti ingår i släktet Faunis och familjen praktfjärilar. Inga underarter finns listade i Catalogue of Life.